# Užitkoví holubi
Užitkoví holubi, v seznamu plemen EE holubi tvaru, v zahraniční literatuře též holubi formy je skupinou plemen holuba domácího, které byly vyšlechtěny především pro masnou užitkovost. Jsou to holubi typičtí velkým tělesným rámcem a společně se skupinou barevných holubů jsou to většinou holubi polního typu, se zachovalými tělesnými proporcemi divokého holuba skalního.
Protože tato plemenná skupina nemá žádné zvláštní exteriérové znaky, neexistuje žádný objektivní klíč k roztřídění plemen do této či do jiných skupin plemen. Označení "holubi formy" zdůrazňuje hlavní rozdíl těchto holubů od holubů barevných: šlechtitelskou prací je u nich změněn tvar a velikost těla, zatímco barevní holubi mají tělo holuba skalního, ale selekcí byla změněna barva opeření. Název "užitkoví holubi" napovídá původnímu cíli šlechtění holubů větší hmotnosti, totiž masné užitkovosti, produkci velkých jatečných holoubat. Nicméně dobrou užitkovost v extenzivních chovech mají i další plemena holubů, jako jsou bezrousí barevní holubi, někteří slepičáci nebo některá bradavičnatá plemena. Navíc se mezi užitková plemena se řadí nejen plemena skutečně výrazně užitková, ale i plemena, u kterých je šlechtění zaměřeno především na barvu opeření či na zdůraznění exteriérových znaků.
Značná velikost, která je pro užitkové holubi typická, je spojená se zhoršenou létavostí, ptáci nemusí mít schopnost polaření a nehodí se proto do extenzivních chovů. Uplatní se v intenzivních uzavřených chovech s plným krmením, ptáci jsou drženi ve voliérách či klecích. U skutečně užitkových holubů se dále vyžaduje vysoká plodnost, za rok by jeden pár holubů měl odchovat aspoň 14 holoubat. Tato holoubata mají po vykuchání hmotnost kolem 500 g.

## Středně velcí užitkoví holubi
Užitkoví holubi středně velkého tělesného rámce mají stále zachovanou létavost, mohou polařit a přinášení užitek i v extenzivních chovech. Mezi tyto holuby patří tři česká plemena: prácheňský káník, český holub a moravský pštros. Ve šlechtění těchto plemen se však v současné době klade důraz především na barvu opeření, takže užitkovost, podmíněná schopností polaření a plodností, klesá. Středními užitkovými holuby je též benešovský holub, koburský skřivan, polský rys a karnó , tyto plemena si do značné míry uchovala původní masnou užitkovost, a lahore, který se naopak dříve řadil mezi plemena barevná, od kterých se odlišuje větším vzrůstem.

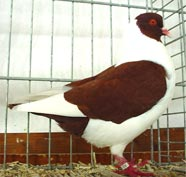
Prácheňský káník
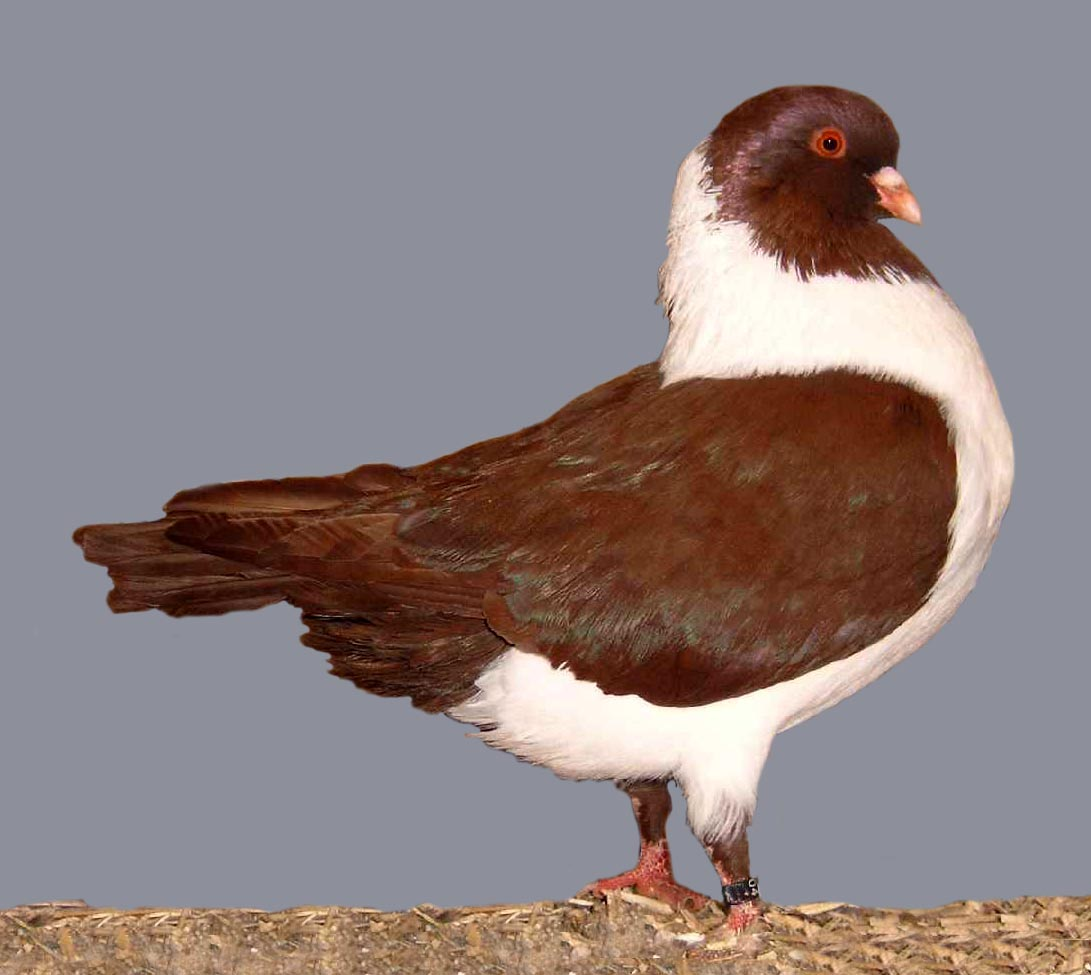
Moravský pštros
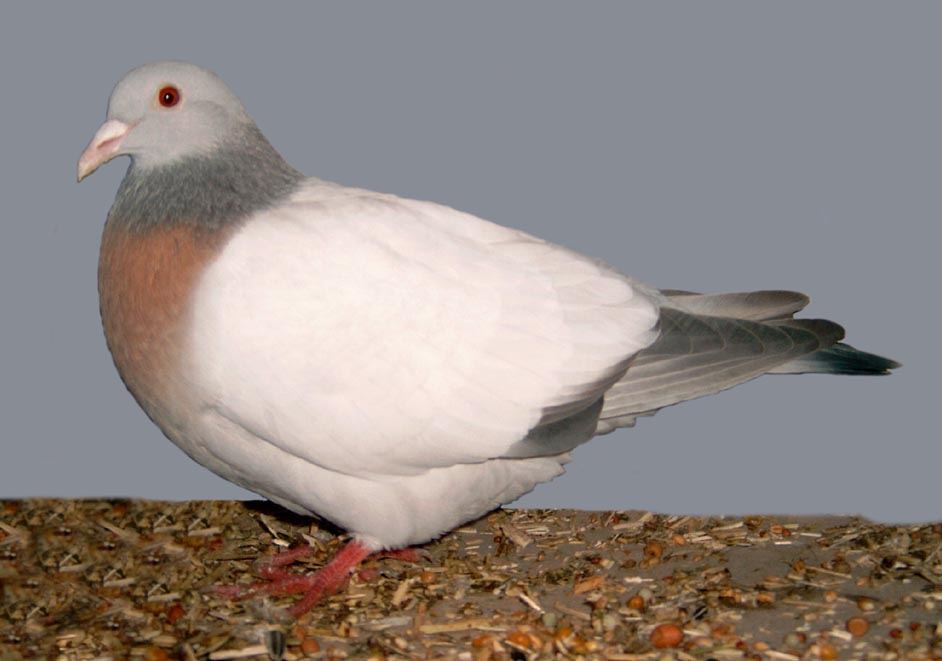
Koburský skřivan
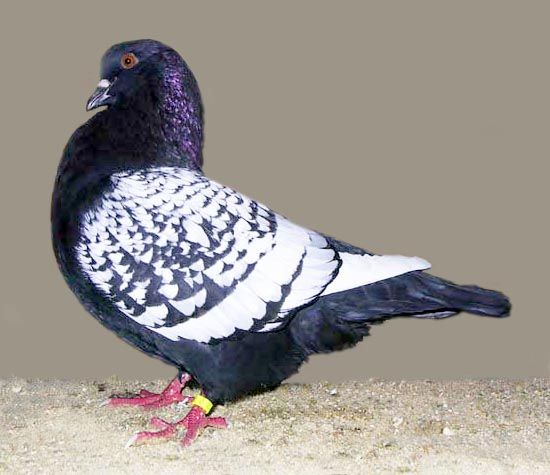
Polský rys
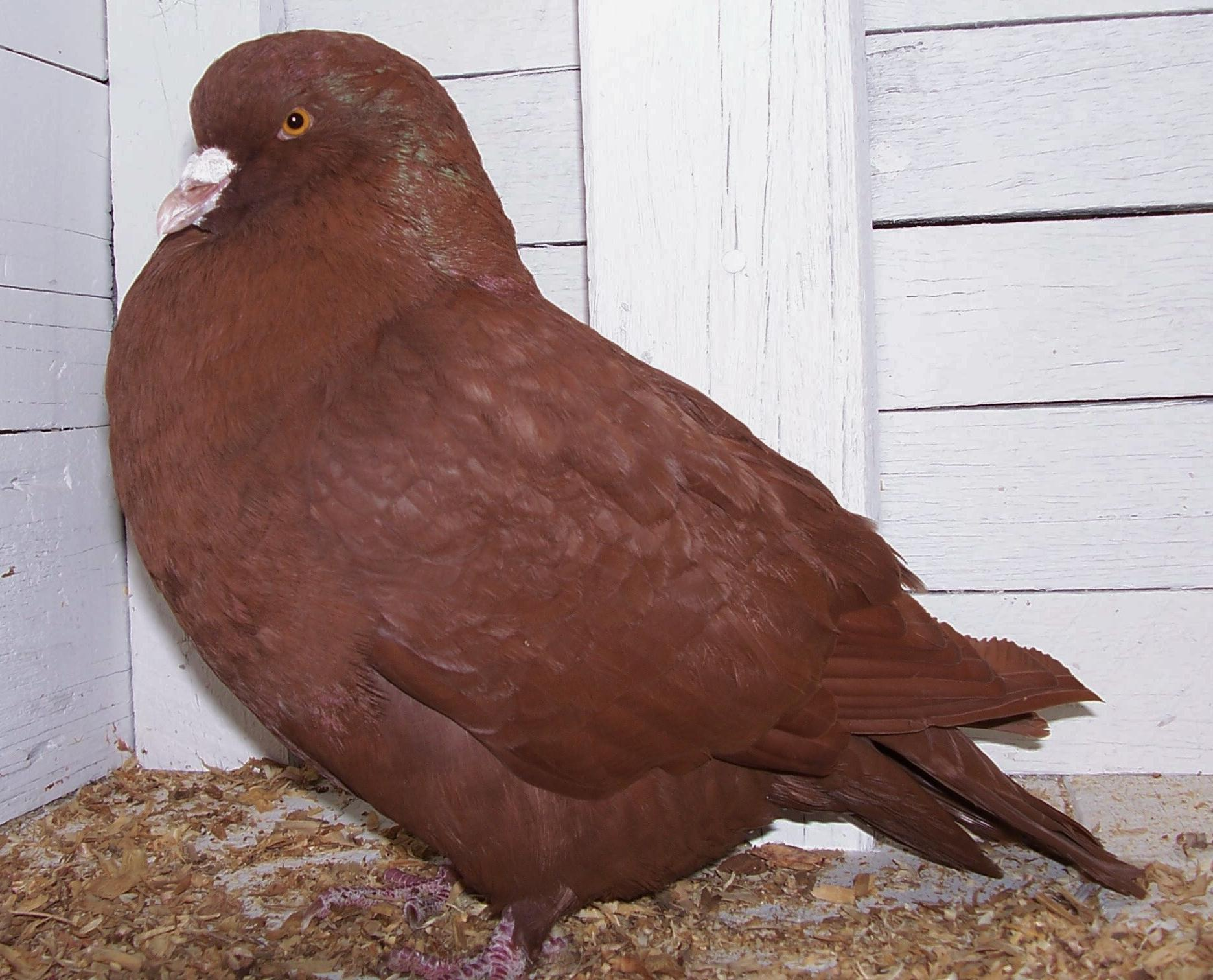
Karnó
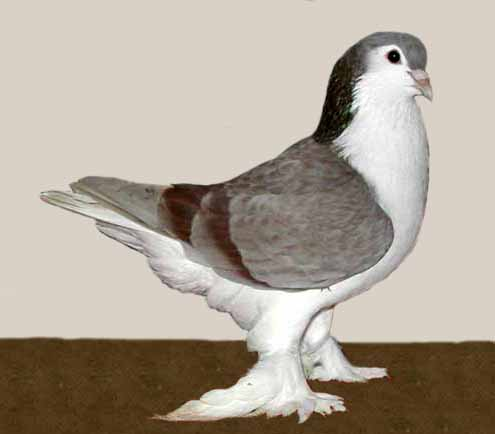
Lahore

## Těžcí užitkoví holubi
Těžká plemena holubů létají jen obtížně. Jedná se o ptáky chované v intenzivních chovech, hybridi těchto plemen mohou sloužit k  produkciholubích brojlerů. Mezi těžkými plemeny i jsou plemena či chovy některých plemen zaměřené již čistě okrasně. Mezi těžká plemena náleží říman, který patří k největším plemenům holubů vůbec, jejich hmotnost se pohybuje kolem jednoho kilogramu., podobně velký je maďarský obr. Obě dvě plemena jsou především okrasná, i když některé linie římanů mohou mít stále slušnou užitkovost. Předkem nemalého počtu faremních plemen holubů je mondén, který dorůstá hmotnosti 750 - 900 g. Plemenem s vyhraněnou intenzivní masnou užitkovostí je texan, typický tzv. rodobarvým zbarvením, které umožňuje snadné určení pohlaví holuba podle barvy peří. Dalším těžkým plemenem je gigant, vyšlechtěný na bázi poštovního holuba, a montauban, který se podobá římanovi, ale liší se od něj lasturovitou chocholkou. Štraser je velkou verzí moravského pštrosa, se kterým sdílí společné předky. Na hranici mezi těžkými a střednímu užitkovými plemeny stojí košoa, který je mezi užitkovými holubi zvláštní množstvím barevných a kresebných rázů.

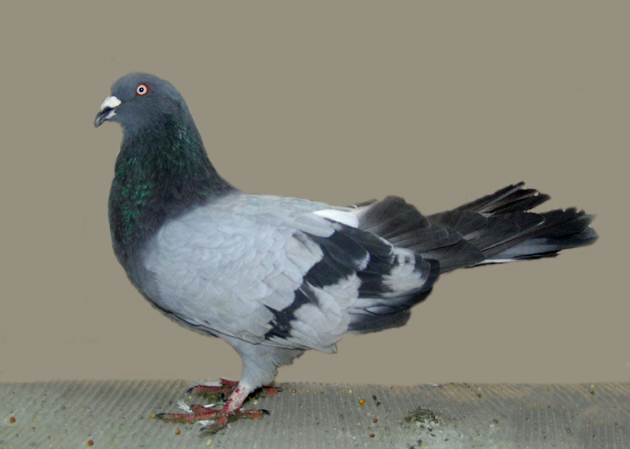
Říman
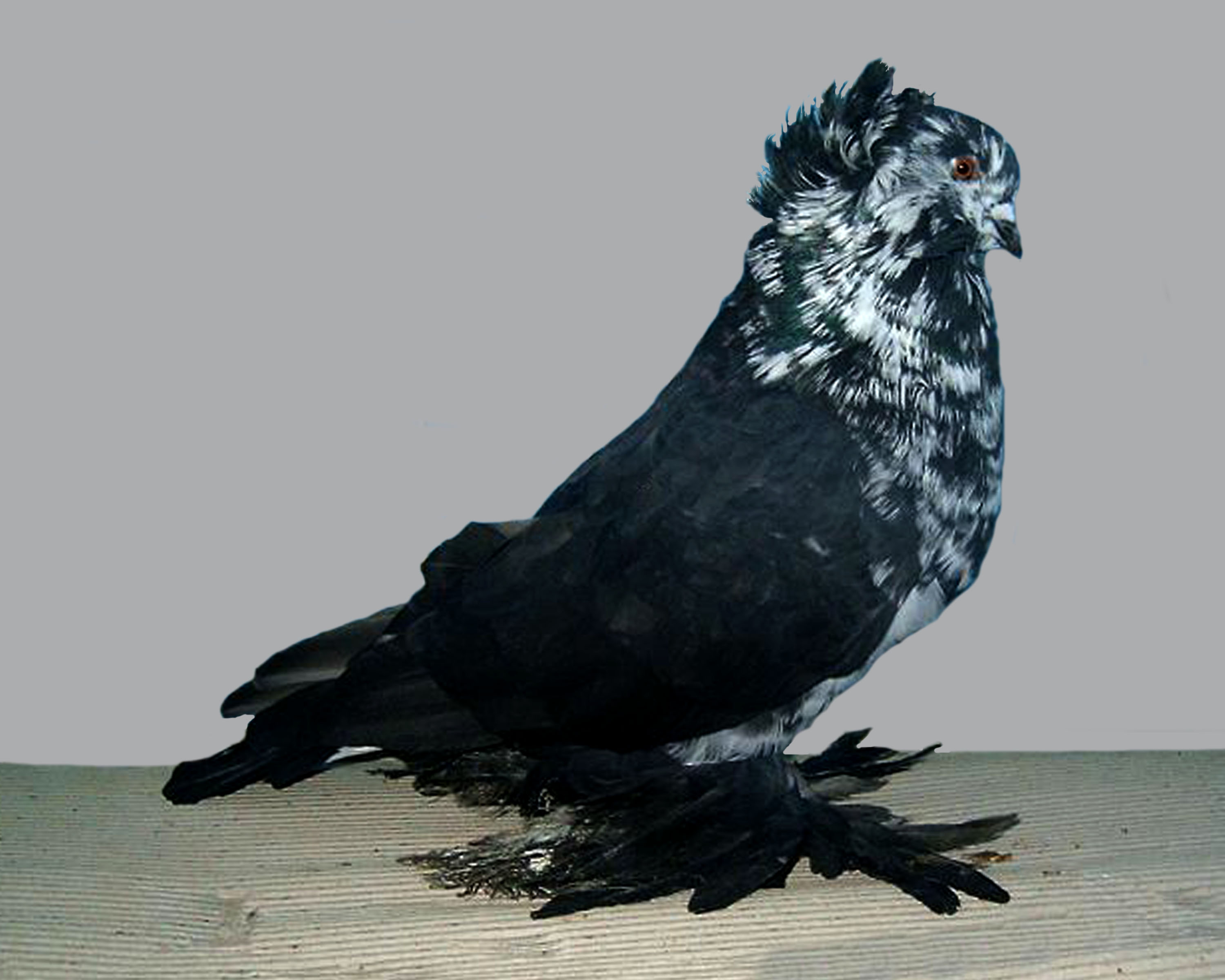
Maďarský obr
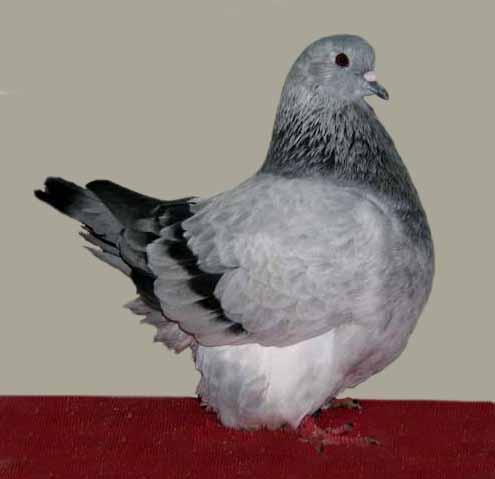
Mondén
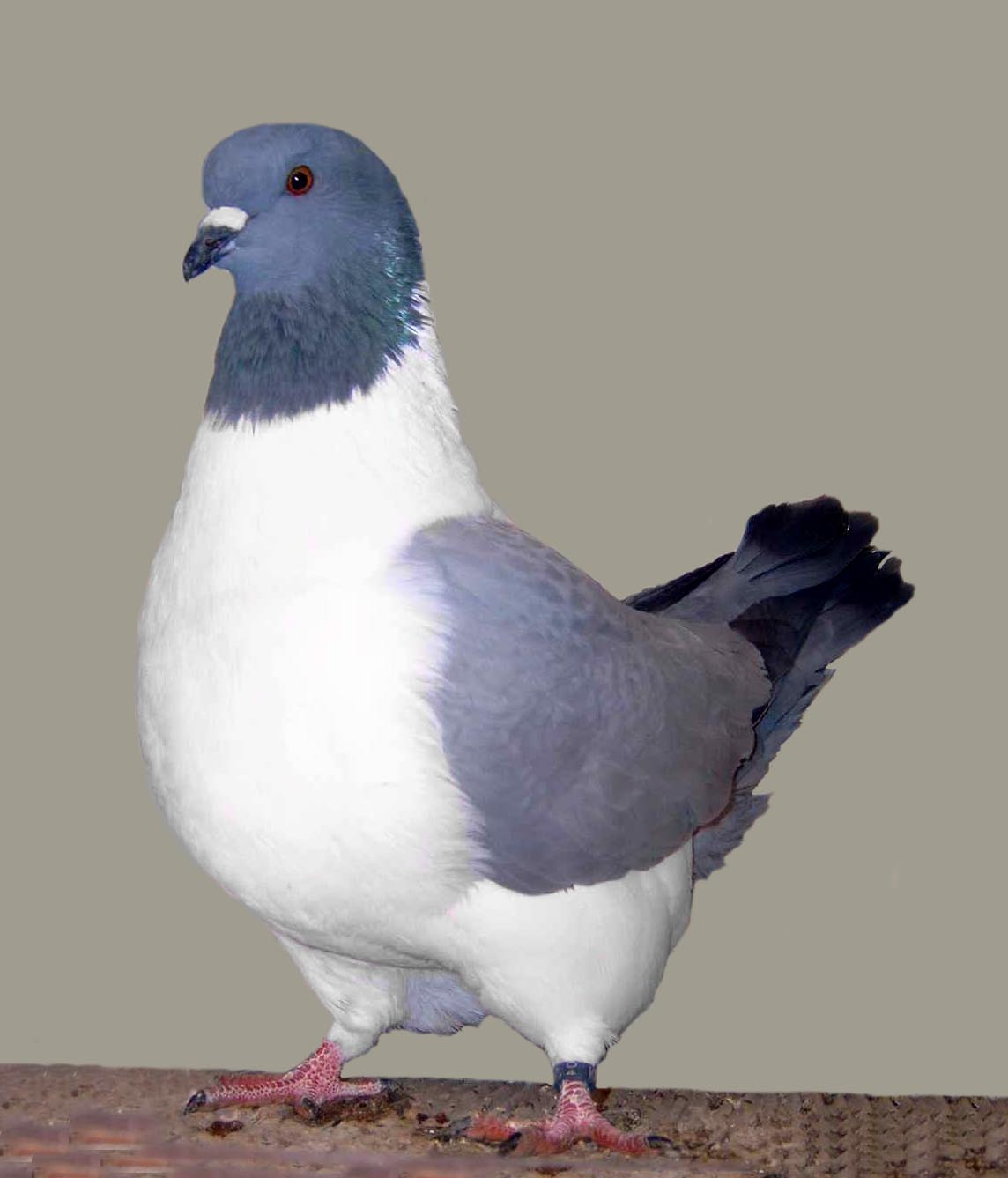
Štraser
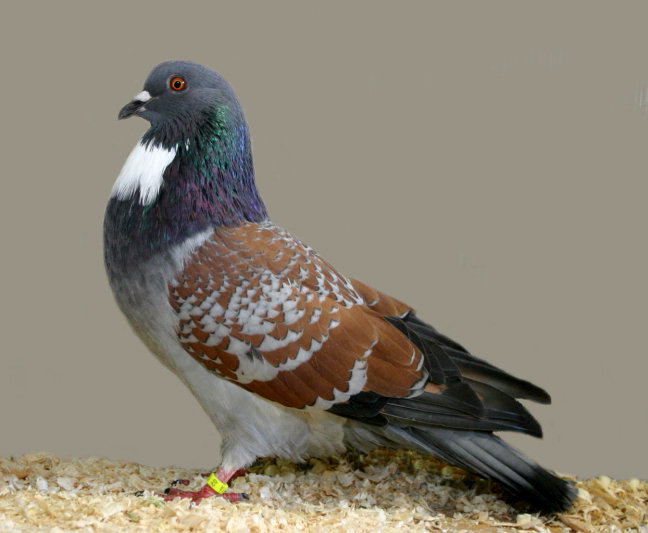
Košoa